# Behaarde kwepi
De behaarde kwepi (Hirtella racemosa) is een altijdgroene struik met een dunne kruin. De struik wordt zo'n 4-5 meter hoog en kan een boompje worden met een stam van minder dan 10 cm. Het is een plant van de ondergroei in het oerwoud op goed ontwaterde gronden op hellingen en randen of bij waterlopen. De buigzame takken worden wel voor traditionele behuizingen gebruikt.
De plant komt in Centraal- en Zuid-Amerika voor. Het verspreidingsgebied omvat Mexico, Panama, Colombia, Venezuela, Trinidad, de Guyana's, Brazilië, Bolivia, Peru en Ecuador. In Suriname komt de plant bijvoorbeeld voor op de bruine zandsavannes van het Cusewijne-type in het Natuurreservaat Wanekreek.

## Beeldgalerij

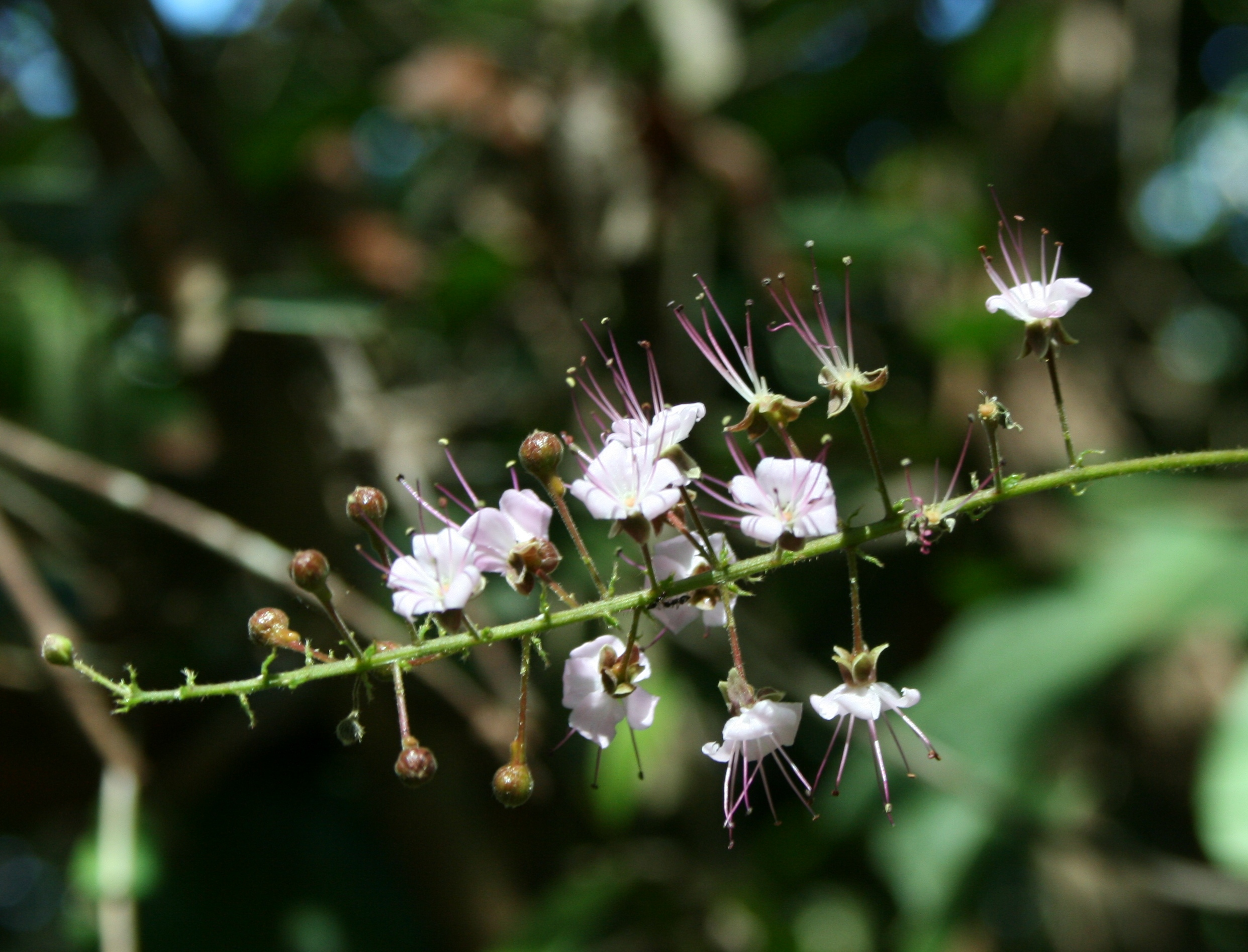
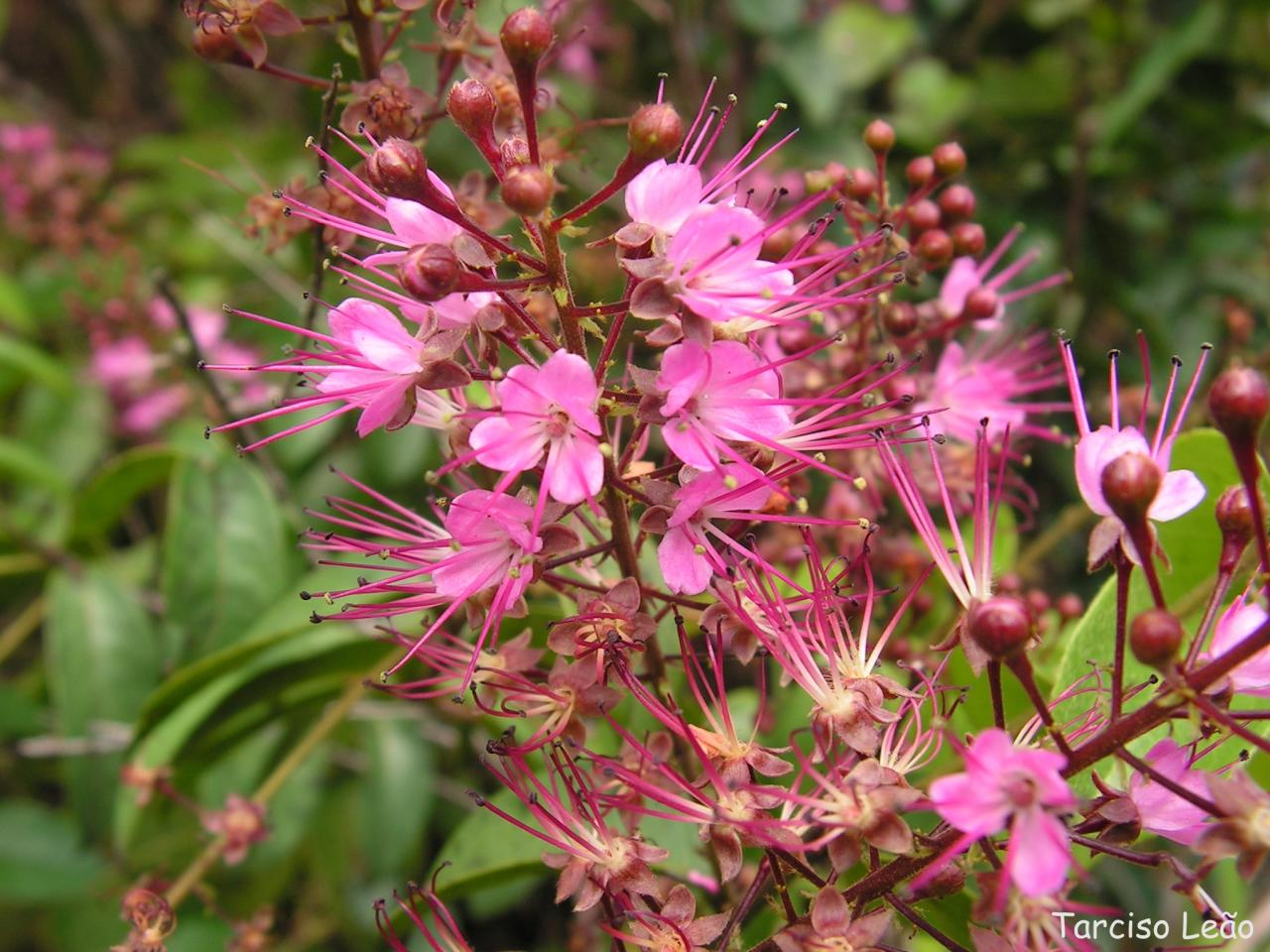
Bloesem
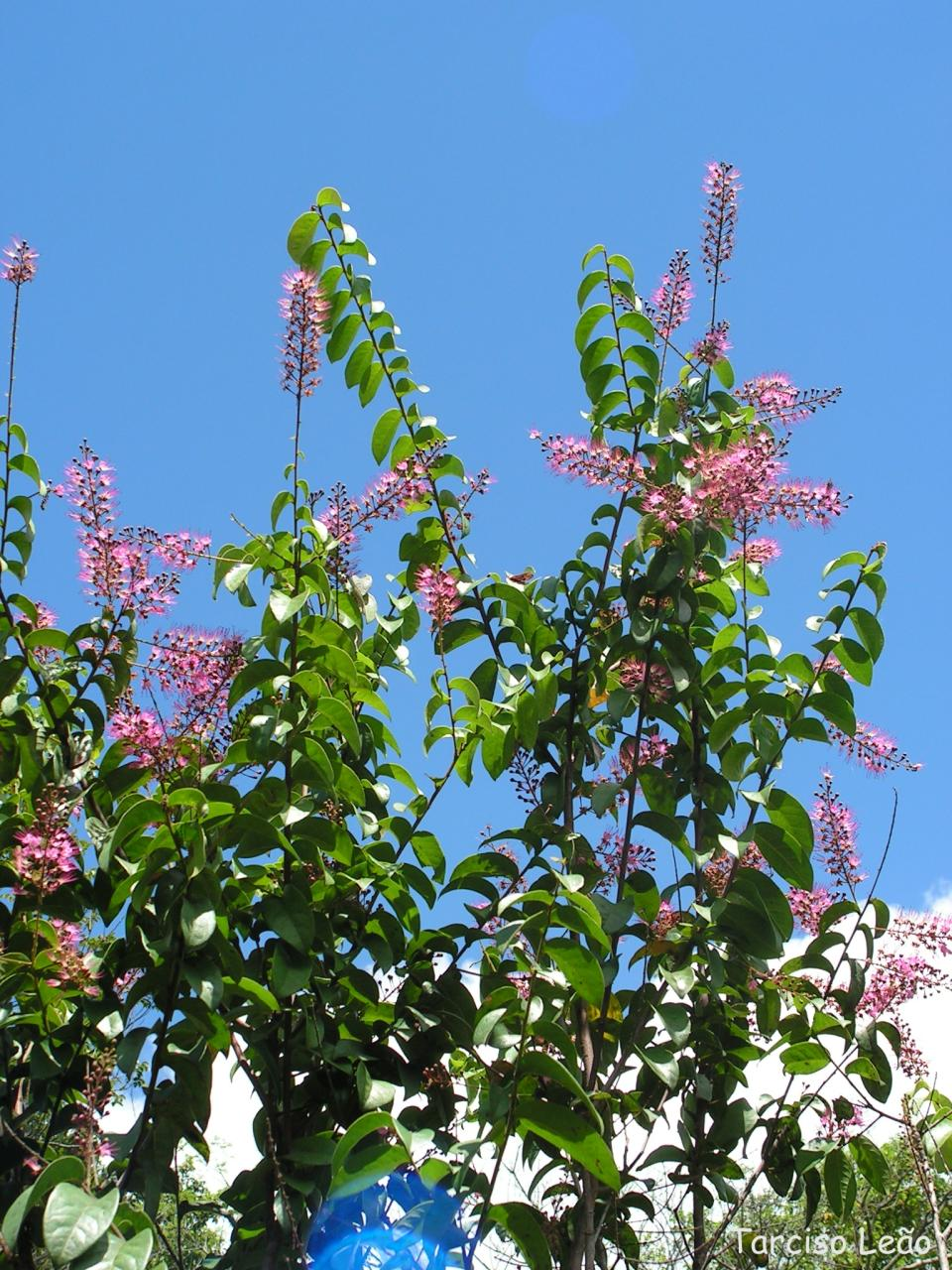
Struik
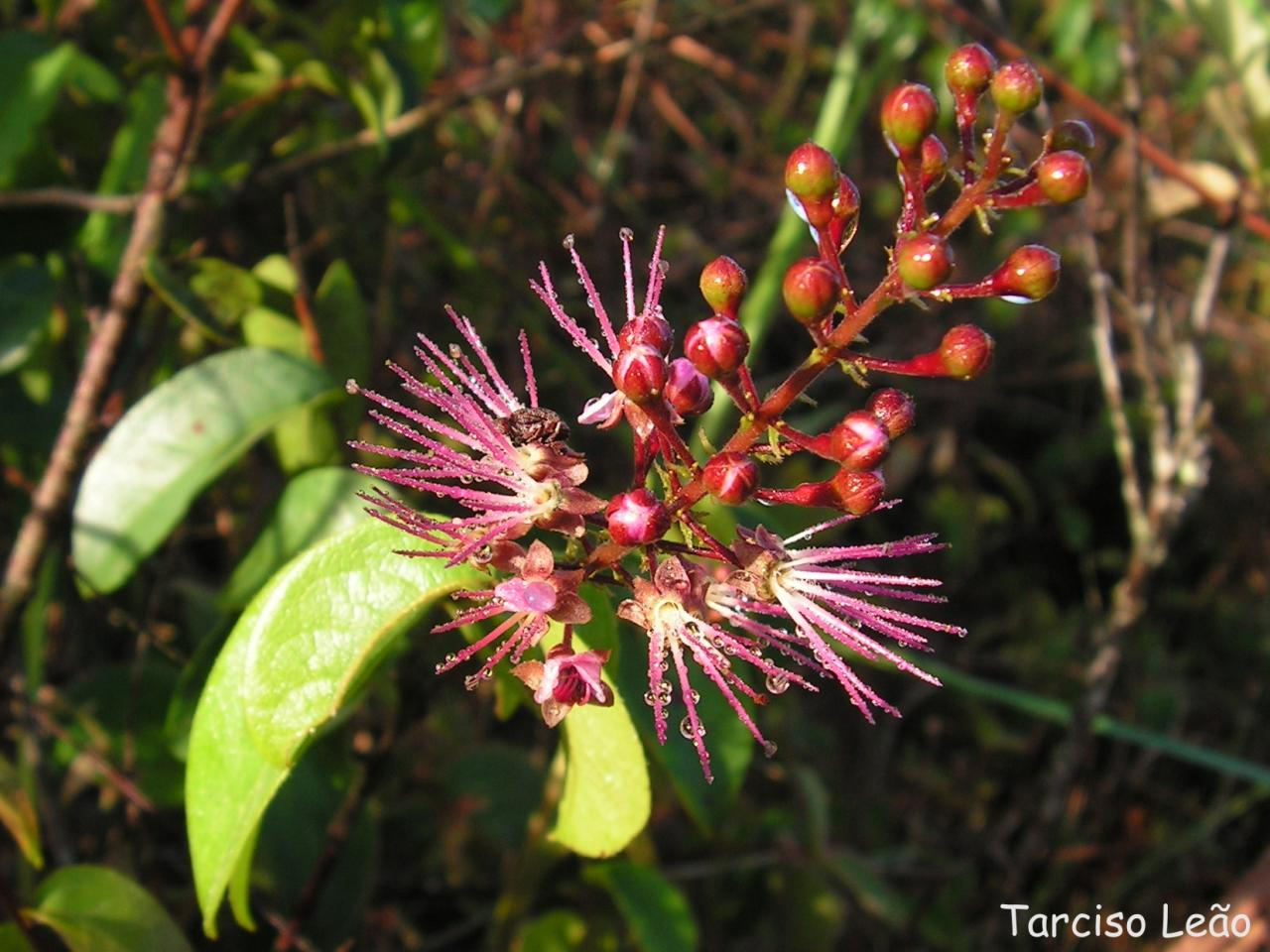